# T'Boli (South Cotabato)
T'Boli is een gemeente in de Filipijnse provincie South Cotabato op het eiland Mindanao. Bij de laatste census in 2007 had de gemeente bijna 71 duizend inwoners.

## Geografie

### Bestuurlijke indeling
T'Boli is onderverdeeld in de volgende 25 barangays:
| - Aflek - Afus - Basag - Datal Bob - Desawo - Dlanag - Edwards - Kematu - Laconon - Lambangan - Lambuling - Lamhako - Lamsalome | - Lemsnolon - Maan - Malugong - Mongocayo - New Dumangas - Poblacion - Salacafe - Sinolon - T'bolok - Talcon - Talufo - Tudok |

## Demografie
T'boli had bij de census van 2007 een inwoneraantal van 70.609 mensen. Dit zijn 9.916 mensen (16,3%) meer dan bij de vorige census van 2000. De gemiddelde jaarlijkse groei komt daarmee uit op 2,11%, hetgeen hoger is dan het landelijk jaarlijks gemiddelde over deze periode (2,04%). Vergeleken met de census van 1995 is het aantal mensen met 16.403 (30,3%) toegenomen.

De bevolkingsdichtheid van T'boli was ten tijde van de laatste census, met 70.609 inwoners op 895,83 km², 60,5 mensen per km².